# Добош, Степан Васильевич
Степа́н Васи́льевич До́бош (8 декабря 1912, с Обава, Мукачевский район, Закарпатская область — 23 февраля 1978, Прешов, Словакия) — основатель и первый ректор Ужгородского университета.

## Биография
Родился в семье Василия Добоша и Мелании Маринец. Детские годы прошли в селе Дубино.
Начальное образование получил в Нелипенской народной школе (1918—1923), по завершении которой поступил в Мукачевскую реальную гимназию. Среди преподавателей гимназии на тот момент доминировали российские белоэмигранты и местные русофилы. Это, безусловно, повлияло на формирование национальных взглядов каждого гимназиста. Из стен альма-матер юноша вышел с твёрдым убеждением, что закарпатские русины являются неотъемлемой частью русской нации.
Завершив в 1931 году гимназические студии, отправился в Праги с намерением поступить в Карлов университет. Как утверждает биограф учёного Илья Галайда, уезжая в столицу, Добош имел желание учиться на теологическом факультете, поскольку только там обучение было бесплатным, однако вскоре отказался от этой идеи из-за того, что не имел необходимых для священнослужителя голосовых данных. Сначала подал документы на медицинский факультет, но в конце поступил на юридический. Стать юристом Добошу также было не суждено, и уже через год он перевёлся на философский факультет, который закончил в 1937 году.
После окончания университета вернулся в родной край, имея желание работать на педагогическом поприще, но устроиться на работу сразу не смог. Школьный реферат гражданской управы Подкарпатской Руси отказал ему в трудоустройстве, мотивируя своё решение тем, что в средних учебных заведениях края пока нет вакансий. Лишь в ноябре того же года, когда на защиту молодого филолога выступила газета «Наш путь», он был принят преподавателем (профессором) русского языка в Береговскую гимназию. В условиях «языкового спора», который к тому времени уже достиг своего апогея, педагогу-русофилу было трудно (в моральном отношении) работать в сугубо украинофильском учебном заведении. Именно поэтому уже в следующем году он переходит в Чинадиевскую гражданскую школу, директора которой, Ивана Ковача, хорошо знал.
После Венского арбитража (ноябрь 1938 года), когда значительная часть края, включая Чинадиево, была передана Венгерскому королевству, Добош, оставаясь лояльным Чехословакии, вынужден был переехать в Сваляву, где до марта 1939 года преподавал в местной горожанской школе.
В связи с расчленением Чехословакии и окончательным присоединением Закарпатья к Венгрии, в течение 8 месяцев оставался без работы, поскольку новая власть считала его «неблагонадёжным». Лишь в ноябре 1939 года ему удалось устроиться в Мукачевскую гимназию, в которой сам в своё время учился. Здесь он проработал до декабря 1944 года. В сентябре-октябре 1944 года был связным партизанского соединения Василия Русина.
В первые дни освобождения Мукачева от венгров горожане избрали его, как известного педагога, членом городской управы, а впоследствии — народного комитета Мукачева. 26 ноября он присутствовал в качестве гостя на I Съезде народных комитетов Закарпатской Украины, принявшем решение о присоединении Закарпатья к СССР.
В декабре 1944 года на короткое время возглавил коллектив Мукачевской торговой академии, а 7 января 1945 года стал инспектором школ в Ужгороде.
В начале 1945 года началась работа по созданию Ужгородского государственного университета. В это время вошёл в подготовительную комиссию по созданию Ужгородского университета, а 27 сентября 1945 года приказом уполномоченного по делам образования на него были возложены обязанности ректора университета.
Открытие Ужгородского университета состоялось 18 октября 1945 года: «Этот день — день нашей победы» — этими словами ректор поздравил первых студентов вновь учебного заведения.
В сентябре и октябре 1945 года Добоша дважды вызывают на допрос в МГБ «СМЕРШ», после чего он уехал в Чехословакию. В советском Закарпатье на его имя было наложено табу.
Получив гражданство Чехословакии, с ноября 1945 до последних дней своей жизни преподавал в различных средних и высших учебных заведениях Чехословакии: гимназиях Биджова (1945—1946), Прешова (1946—1949), Липтовского Микулаша (1949—1951), Кошицком медицинском институте (1951—1953), Братиславском университете (1953—1954), Высшей Школе педагогической в Прешове (1954—1959), Кошицком университете им. П. И. Шафарика (1959—1978), в котором в течение 8 лет возглавлял кафедру русского языка и литературы.
Умер 23 февраля 1978 года, когда в своем домашнем кабинете он завершал работу над очередной научной статьёй.

## Общественная деятельность
В годы учёбы в университете проявил себя как способный организатор студенческого общественной жизни: в 1935—1936 гг был заместителем председателя, а в 1936—1937 гг — председателем «Центрального союза подкарпаторусских студентов», который объединял около десяти организаций студентов-русинов . В 1936 г. избран заместителем председателя Союза чехословацких студентов, в течение 1935—1936 годов — работал заместителем председателя самоуправляющегося комитета «Карпаторусского студенческого общежития» на Ривьере. Кроме этого в упомянутый период принимал деятельное участие в работе гимназической-студенческих кружков «Друг» в Мукачево и «Родина» в Чинадиево, общества Карпаторусский студентов «Возрождение» и общества Карпаторусский православных студентов «Брешь» в Праге.
Будучи студентом, Степан делает первые шаги к участию в политической жизни края — в 1935 году, как представитель студенчества, входит в правление «Русской национально-автономной партии» (РНАП), возглавляемой одиозным политиком межвоенного Закарпатья Стефаном Фенциком. Причиной этому могло послужить заигрывание С. Фенцика со студенчеством: так, к примеру, в 1936 году он основал при «Центральный союз подкарпаторусских студентов» благотворительный фонд, из которого ежегодно выплачивались стипендии малообеспеченным студентам-русинам.
В первые дни освобождения Мукачева от венгров горожане избрали его как известного педагога членом городской управы, а впоследствии — народного комитета Мукачево. 26 ноября он присутствовал в качестве гостя на Съезды народных комитетов Закарпатской Украины, принявший решение о присоединении Закарпатья к СССР. На съезде был сформирован Народный Совет Закарпатской Украины, на которую была возложена властные функции. Должность уполномоченного Народного Совета по вопросам образования занял известный писатель и журналист Иван Керча. Он приложил немало усилий к реформированию системы образования края и перевод её на советский манер. К этому процессу Керча привлек и Степана Добоша, с которым дружил ещё со времён совместной учёбы в гимназии и университете.

## Научная работа
В середине 1930-х годов Степан Добош заявляет о себе как талантливый публицист — на страницах краевой периодики публикует более двух десятков статей и сообщений на студенческую тематику, а также несколько первых литературоведческих исследований.
В период жизни в Мукачеве (1939—1945) он продолжает плодотворно заниматься научной работой. Результатом его изысканий стала изданная в 1942 году монография «История подкарпаторуской литературы», которая является исследованием развития закарпатской литературы от древнейших времен до 1940-х годов. Добош был ярым противником политики венгерской власти по решению в Закарпатье языкового вопроса. Доказательством этого является его участие в написании вместе с другими известными филологами (Г. Геровским, В. Крайняницею, П. Линтур и др.) критической рецензии на учебник «Грамматика угрорусского языка», изданного в 1940 году начальником отдела образования регентского комиссариата Карпатской территории (так тогда официально именовалось Закарпатье) Юлием Мариной. Эта рецензия появилась отдельной брошюрой в 1941 году и стала одной из причин скорого изъятия учебника Юлия Марины из школьного обихода.
Проживая на Пряшевщине, Добош продолжает свои научные исследования — в 1952 году получает титул доктора философии (Ph Dr), а в 1970 — учёную степень кандидата филологических наук, в 1961 году ему было присвоено учёное звание доцента. в этот период он публикует ряд научных статей по проблемам истории закарпатской литературы, ряд учебников по русскому языку для средних школ, монографии «Адольф Иванович Добрянский. Очерк жизни и деятельности» (1956) и «Юлий Иванович Ставровский-Попрадов. Очерк жизни и творчества» (1975). Последние из названных работ кроме того, что были вершиной творчества Добоша-ученого, до сегодняшнего дня остаются наиболее основательным из того, что когда-нибудь писали о закарпатских будителях. Научные достижения учёного были отмечены в 1976 году премией им. И. Франко Словацкого литфонда, а в 1977 за многолетний труд на педагогической ниве он получил звание Заслуженного учителя.